# A-8高速公路 (西班牙)
A-8高速公路（西班牙語：Autovía A-3），又稱坎塔布里亞高速公路（Autovia del Cantábrico），是西班牙一條高速公路，沿比斯開灣而行。西起盧戈省的貝貢特，東至畢爾巴鄂，並以A8快速公路東延至法國邊境的伊倫。全長486公里。
1971年開始通車。中間經過希洪、桑坦德等大城市。分別是歐洲E70公路 的一部份。